# میهمان ناخوانده
میهمان ناخوانده و نیز میهمان سرزده کسی است که بدون اطلاع قبلی یا بدون دعوت شدن در یک مراسم یا میهمانی شرکت کند. حضور سرزده فرد در جشن ها، مراسم سوگواری افراد یا در بازدید غیرمنتظره از یک مکان می‌تواند مصداق‌هایی از رفتار مهمان ناخوانده باشد.

## انگیزه ها
- نپرداختن هزینه ورود به یک مراسم
- دیدار آشنایان
- بهره مندی رایگان از غذا، نوشیدنی و پذیرایی ساده
- سرقت و گروگان‌گیری
- برهم زدن مراسم [۱]

## نمونه ها
- آداب چهل تنی
- مهمان ناخوانده عروسی